# Фоменко Олександра Миколаївна
Олекса́́ндра Микола́́ївна Фоме́́нко (8 березня 1923, Бершадь — 11 січня 2007) — українська співачка (сопрано), народна артистка УРСР (1979).

## З життєпису
1954 року закінчила Одеську консерваторію — навчалася у Н. А. Урбан, з 1970 в ній викладала, з 1981 — доцент.
В 1955—1980 роках — солістка Одеської філармонії; нагороджена орденом «Знак Пошани».
Виступала з концертами, в репертуарі — твори П. Чайковського, С. Рахманінова, Р. Шумана, Ф. Шуберта, українських авторів, творів композиторів на слова О. Пушкіна, М. Лермонтова, І. Франка, Т. Шевченка.

## Витоки
- Фоменко Олександра Миколаївна // УРЕ.
- Музична енциклопедія. (рос.)

| українська персоналія | Це незавершена стаття про особу, що має стосунок до України. Ви можете допомогти проєкту, виправивши або дописавши її. |